# Lincoln Park (Chicago)
Pour les articles homonymes, voir Lincoln Park.
Lincoln Park est l'un des 77 secteurs communautaires de la ville de Chicago, dans l'Illinois (États-Unis). Situé dans le North Side, il est nommé d'après le Lincoln Park, le plus grand parc public de la ville et le deuxième des États-Unis après Central Park.

## Histoire
Ce secteur de la ville de Chicago était encore constitué de forêts primaires non exploitées par les Européens jusqu'en 1820.
En 1824, l'armée américaine établit un poste au niveau des avenues actuelles de Clybourn et Armitage. Des installations indiennes existaient le long de "Green Bay Road" (maintenant appelée « Clark Street » en hommage à l'explorateur George Rogers Clark), à l'intersection de Halsted Street et Fullerton Avenue.
En 1836, le terrain depuis le nord jusqu'à Fullerton et du lac  jusqu'à Halsted était sans valeur, (seulement $150 par acre soit $0.04 m²). Comme la zone était considérée distante du centre, un hôpital et un cimetière furent ouverts à Lincoln Park jusqu'en 1860. L'église Saint-Clément, d'architecture romano-byzantine, date de 1918. Les tours néo-romanes de l'église Saint-Josaphat dominent l'horizon du secteur.
Le 14 février 1929, survint le massacre de la Saint-Valentin (Saint Valentine's Day massacre), nom donné par la presse pour désigner l'assassinat de sept personnes commandité par le parrain de la mafia de Chicago : Al Capone.
Le 22 juillet 1934, John Dillinger, bandit notoire et auteur de nombreux braquages de banque, de meurtres de policiers et de plusieurs évasions est tué par la police au cours d'une fusillade devant le Biograph Theater, dans le secteur de Lincoln Park.
Dans les années 1960, le quartier abritait une importante communauté portoricaine, dont une grande partie fut contrainte de déménager à la suite de la gentrification soutenue par le maire Richard Daley. Lincoln Park fut alors le siège des Young Lords, un collectif impliqué dans la lutte pour les droits civiques.

## Environnement
Lincoln Park est bordé au nord par Diversey Parkway, à l'ouest par Clybourn Avenue, au sud par North Avenue, et à l'est par le parc public homonyme.
Le quartier abrite le musée d'histoire de Chicago (Chicago History Museum ; anciennement connu comme la Chicago Historical Society) fondé en 1856, qui rassemble des costumes, des peintures, des sculptures et des photographies sur l'histoire de la ville et du pays. On peut visiter le zoo de Lincoln Park et le jardin botanique de Lincoln Park.
Lincoln Park abrite également l'un des deux campus de l'université DePaul, l'autre campus se situe dans le secteur financier du Loop. Le campus de Lincoln Park abrite les collèges des arts libéraux et des sciences sociales, des sciences et de la santé et de l'éducation. Il comprend aussi l'école de musique et l'école d'art dramatique de l'université DePaul (The Theatre School at DePaul University) et la bibliothèque John T. Richardson.

## Transports

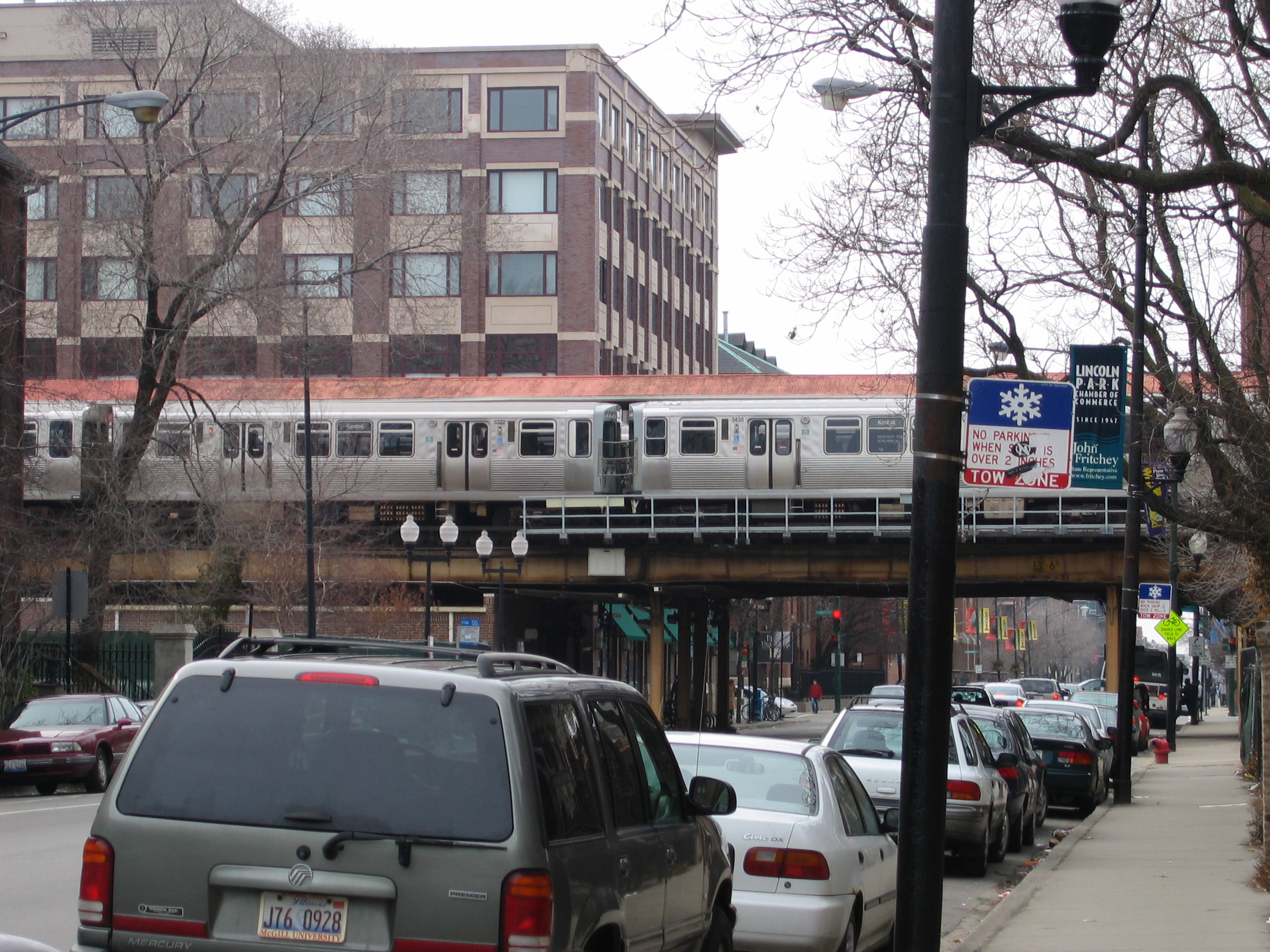
Une rame de métro à la station Fullerton.

Le quartier de Lincoln Park est accessible par la compagnie de transports en commun de la Chicago Transit Authority (CTA), notamment par les lignes rouge, brune et mauve du métro de Chicago, à la station Fullerton mais aussi par le réseau de bus de la CTA.
Plusieurs stations Divvy, le système de vélocation en libre service et en location longue durée de la ville de Chicago, desservent le secteur.
En voiture, Lincoln Park est desservi par le périphérique connu sous le nom de Lake Shore Drive.